# Gerichtsbezirk Bischoflack
Der Gerichtsbezirk Bischoflack (slowenisch: sodni okraj Škofja Loka) war ein dem Bezirksgericht Bischoflack unterstehender Gerichtsbezirk im Kronland Krain. Er umfasste Teile des politischen Bezirk Krainburg (Kranj) und wurde 1919 dem Staat Jugoslawien zugeschlagen. Der Gerichtsbezirk Bischoflack umfasste 1910 die viertgrößte Fläche und wies zudem die fünftgrößte Einwohnerzahl aller Gerichtsbezirke der Krain auf.

## Geschichte
Der Gerichtsbezirk Bischoflack entstand infolge eines Ministervortrags vom 6. August 1849, in dem die Grundzüge der Gerichtseinteilung festgelegt wurden. Nachdem im Dezember 1849 die Gebietseinteilung der Gerichtsbezirke sowie die Zuweisung der Gerichtsbezirke zu den neu errichteten Bezirkshauptmannschaften durch die „politische Organisierungs-Commission“ festgelegt worden war, nahmen die Bezirksgerichte der Krain per 1. Juni 1850 ihre Tätigkeit auf. Dem Bezirksgericht Bischoflack wurden durch die Landeseinteilung der Krain im März 1850 die zehn Katastralgemeinden Bobje (Dobie), Bukovica (Wukouza), Davča (Dautscha), Dolenčice (Dolentschitze), Dolenja Dobrava (Doleinadobrawa), Dolenja Vas (Doleinawass), Dolenje Berdo (Dolenwerd), Dorfarje (Dörfern), Dražgose (Draschgosche), Godešič (Godeschitz), Gorenja Vas (Goreinawass), Hotavlke (Hotaule), Kališe (Kalische), Koprivnik (Kopriunik), Kovski Verh (Kouskiwerch), Križna Gora (Kreuzberg), Laniše (Lanische), Leskovca (Leskouza), Loka (Lack), Lučne (Lutschna), Martin Verh (St. Nikolai), Nemilje (Nemile), Peven (Pewen), Podjelovo Berdo (Podjelovimberdam), Podobeno (Podobenim), Podverham (Podwerch), Puštal (Burgstall), Reteče (Retetsche), Sajne (Daine), Selce (Selzach), Sminec (Sminz), Sorica (Zarz), Staniše (Stanische), Stara Loka (Altenlack), Stara Oslica (Altosslitz), Stari Dvor (Stariduor), Studeno (Studenim), Suha (Zauchen), Sveti Barbara (St. Barbara), Sveti Klemen (St. Clementis), Sveti Križ (St. Crucis), Sveti Lenard (St. Leonhard), Sveti Ozbald (St. Oswald), Trebija (Terbia), Visolo (Wisokim), Žabnica (Safnitz), Zali Log (Salilog), Zapotnica (Sapotnitza), Železnike (Eisern), Zgornja Luža (Oberluscha) und Zgornja Rovan (Sgornarowan) zugewiesen. Zusammen mit den Gerichtsbezirken Neumarktl (Tržič) und Krainburg (Kranj) bildete der Gerichtsbezirk Bischoflack den Bezirk Krainburg.
| Jahr | Fläche (km²) | Ein- wohner | Slowenisch- sprachige | Deutsch- sprachige |
| ---- | ------------ | ----------- | --------------------- | ------------------ |
| 1880 |              | 23.607      | 23.386                | 157                |
| 1890 |              | 23.913      | 23.671                | 77                 |
| 1900 | 503,75       | 23.414      | 23.311                | 39                 |
| 1910 | 512,58       | 23.580      | 23.466                | 46                 |

Der Gerichtsbezirk wies 1880 eine anwesende Bevölkerung von 23.607 Personen auf, wobei 23.386 Menschen Slowenisch und 157 Menschen Deutsch als Umgangssprache angaben. 1910 wurden für den Gerichtsbezirk 23.580 Personen ausgewiesen, von denen 23.466 Slowenisch (99,5 %) und 46 Deutsch (0,2 %) sprachen.
Durch die Grenzbestimmungen des am 10. September 1919 abgeschlossenen Vertrages von Saint-Germain wurde der Gerichtsbezirk Bischoflack zur Gänze dem Königreich Jugoslawien zugeschlagen.

## Gerichtssprengel
Der Gerichtssprengel Bischoflack umfasste infolge der Zusammenfassung der Katastralgemeinden zu Gemeinden 1910 die 13 Gemeinden Češnjica, Javorje (Afriach), Leskovca (Leskouza), Oslica (Oßlitz), Poljane (Pölland), Selca (Selzach), Škofja Loka (Bischoflack), Sora (Zaier), Sorica (Zarz), Stara Loka (Altenlack), Trata, Železniki (Eisnern) und Zminec (Sminz).